# Kinnersley Castle
Kinnersley Castle är ett slott i Storbritannien.   Det ligger i grevskapet Herefordshire och riksdelen England, i den södra delen av landet, 210 km väster om huvudstaden London. Kinnersley Castle ligger 80 meter över havet.
Terrängen runt Kinnersley Castle är platt åt nordost, men åt sydväst är den kuperad. Runt Kinnersley Castle är det ganska tätbefolkat, med 93 invånare per kvadratkilometer. Närmaste större samhälle är Hereford, 18,9 km sydost om Kinnersley Castle. Trakten runt Kinnersley Castle består i huvudsak av gräsmarker.